# Отношения между Либия и САЩ
Отношенията между Либия и САЩ сега са сърдечни и добри и особено силни след атаката по американското посолство в Бенгази през 2012 г. След изследване на компанията Гълоп направено между март и април 2012 г. става ясно, че либийците имат голяма вяра в действията на САЩ и одобряват ръководните им действия в Близкия изток и Северна Африка.
Обаче десетилетията преди гражданската война в Либия през 2011 г. двете страни са врагове и се срещата на няколко военни събития. Либийското правителство на Муамар Кадафи финансира терористични атаки срещу САЩ, като най-важно трябва да се отбележи атентата през 1986 в Берлин, на който САЩ отговаря с бомбардиране на Либия и атентата на Локбъри през 1988 г.
Когато военният конфликт избухва в Либия през 2011 г. САЩ взимат дейно военно участие като подпомагат бунтовниците, като нанасят въздушни удари върху либийската армия. След успешния край на революцията и свалянето на Кадафи от власт, президентът на САЩ Барак Обама казва, че ще помага на либийския народ в развитието на новата либийска държава.

## История

### Кралство Либия 1951 – 1969
САЩ подкрепят резолюцията на ООН, която гарантира независимост на Либия през 1951 г. и повишават статута на офиса си в Триполи от генерално консулство към легация. Либия отваря легация във Вашингтон през 1954. Двете държави впоследствие повишават представителствата си от мисии към посолства.

### Либия при Кадафи 1969 – 2011
След изкачването на власт на Муамар Кадафи през 1969 г. отношенията между Либия и САЩ рязко се обтягат. Причината за това е национализирането на нефтените компании. През 1972 г. САЩ си отзовават посланика. Контрол е наложен върху цивилни и военни самолети през 70-те години на 20 век, и всички американски служители са прибрани обратно в САЩ след атака над посолството, което бива запалено през декември 1979 г. Американското правителство определя Либия като държава, която подпомага тероризма.

### Инцидент в залива Сидра (1981)
На 19 август 1981 г. се случва инцидента в залива Сидра. Два либийски Су 22 стрелят по американски самолети участващи в рутинно тренировъчно упражнение над международни води в Средиземно море, които според Либия са част от територията ѝ. Американските самолети отвръщат на огъня и свалят атакуващия либийски самолет. През декември 1981 американското правителство анулира всички паспорти, които ще пътуват до Либия и от съображения за сигурност призовава всички американски граждани намиращи се на територията на Либия да напуснат. През март 1982 г. американското правителство забранява вноса на нефт от Либия и налага строг контрол на стоките, които ще се изнасят за либийската държава. Лицензи се изискват за всички стоки с изключение на храни и лекарства.
Съединението щати налагат допълнителните икономически санкции срещу Либия, включително тотална забрана на внос и износ, рекламни договори и туристическа дейност. В допълнение на това всички либийски активи в САЩ са замразени. След като са открити либийски връзки при атентата на дискотека в Берлин през 1986 г., при който загиват двата американски служители, САЩ отговаря с бомбардиране на цели близо до Триполи и Бенгази през април 1986 г. Поне 15 души загиват при атаката на американците – включително и осиновената 15 месечна дъщеря на полковник Кадафи. Още най-малко 100 биват ранени. Впоследствие САЩ запазват търговското и пътническо ембарго и налагат дипломатически и икономически натиск на Либия. Натиска помага да се реши случая от Локърби и отказването на Либия от оръжието и за масово поразяване.
През 1991 г. двама либийски агенти са подведени под отговорност от американски и шотландски прокурори заради участието им в атентата на полет 103 през декември 1988 г. През януари 1992 г. Съвета за сигурност на ООН одобрява резолюция 731, с която настоява Либия да предаде обвиняемите, да участва в разследването на инцидента, да изплати компенсация на семействата на жертвите и да спре финансирането на всякакъв вид тероризъм. Отказът на Либия води до одобрението на Съвета за сигурност на резолюция 748 на 31 март 1991 г., чиито внушителни санкции е трябвало да накарат Либия да сътрудничи. Отказът на Либия отново да сътрудничи води до влизането в сила на един параграф от резолюция 883 на Съвета за сигурност, което означава ще те бъдат замразени определени активи и ще бъде наложено ембарго на определени машини за обработка на нефт – ноември 1993 г. Санкциите на ООН са вдигнати през септември 12 2003 г. след като Либия изпълнява всички изисквания на Съвета за сигурност, включително и спирането на подпомагане на терористични актове, поемане на отговорността за действията на всички нейни официални лица и изплащането на приемлива компенсация на семействата на загиналите при атентата.

## Нормализиране на отношенията
На 19 декември 2003 г. Либия обявява, че възнамерява да се отърве от оръжията си за масово поразяване. От там нататък работи със САЩ, Великобритания и Международната агенция за атомна енергия, и Ораганизацията за забрана на химически оръжия за постигане на своята цел. Също така Либия подписва допълнителен протокол на Международната агенция за атомна енергия и става държава членка на Конвенцията за химическо оръжие. През 2008 г. Съединените щати и Либия подписват двустранно сътрудничество в областта на науката и технологията.
Вследствие на тези действия САЩ започва да нормализира отношенията си с Либия. САЩ спират действието на санкционния акт обхващащ Либия и Иран за Либия и президента подписва заповед на 20 септември 2004 г., с която спира националната тревога спрямо Либия и слага край на някои икономически санкции. Тези действия имат положителен ефект и се размразяват либийски активи. Ограничението на товарни полети е премахнато както и ограничението на гражданските полети. Някои рестрикции, които влияят на износа обаче остават.
Американските дипломатически представителства отварят врати в Триполи на 8 февруари 2004 г. Мисията е повишена в Офис за свързване на 28 юни 2004 и на посолство на 31 май 2006 г. Създаването на американско училище в Триполи демонстрира засиленото присъствие на американци в Либия и на значителното подобряване на отношенията. Либия минава и тя през трите стъпки на създаване на дипломатически корпус в САЩ като посолството е създадено на 31 май 2006 г.
На 15 май 2006 г. САЩ обявява намерението си да отмени мнението си, че Либия е спонсор на терористични актове. Стига се до това решение в резултат на факта, че Либия е покрила нужните изисквания за това, а именно че в 6-месечен период не е финансирала никакви терористични организации и че никога няма да го прави. На 30 юни 2006 г. това става факт. През юли 2007 г. г-н Джийн Кретз е номиниран от президента Буш за поста посланик в Либия. Офиса за международни отношения към Сената потвърждава изслушването на 25 септември 2008 г. Либийското правителство изпълнява своите задължения, като изплаща на семействата на жертви на различни терористични актове компенсация в размер на 1.5 милиарда долара.
Американското посолство е временно настанено в Коринтия Баб Африка Хотел, Сук ал Туата, Ал – Гадим, Триполи.

## Либийска гражданска война
Отношенията биват отново обтегнати с избухването на Либийската гражданска война от 2011 г., в която Кадафи се опитва да потуши първоначалните протести и впоследствие и бунт срещу неговото управление. Правителството на САЩ скъсва дипломатическите си отношения с режима „Кадафи“ и постановява санкции срещу старши членове на режима. Говорителят на Белия дом Джей Карни обявява, че легитимността на режима „Кадафи“ е „спаднал до нула“. Впоследствие САЩ, заедно с няколко страни от Европейските и Арабски нации, призовава ООН да разреши военна намеса в конфликта. Посланикът на САЩ Сюзан Райс успява да убеди Русия и Китай да не дадат вето на резолюцията, която се приема на 17 март 2011.
Американската армия изиграва ключова роля в началния стадий на намесата, потискайки либийските ВВС и координирайки международните сили в установяването на забранена за полети зона над Либия, преди да предадат командването на НАТО и да приемат поддържаща роля във въздушните операции срещу силите на Кадафи. Намесата тежко отслабва режима на Кадафи и подпомага каузата на бунтовниците като през август 2011 пада Триполи.

## Либия след Кадафи
Първият директен контакт на САЩ с опозицията срещу режима „Кадафи“ става факт на 14 март 2011 г., когато Държавният секретар Хилари Клинтън се среща с лидера на Националния Преходен съвет – Махмуд Джибрил в Париж. САЩ се забавя повече от останалите съюзници на НПС с официалното признаване на съвета за легитимната власт в Либия, правейки го на 15 юли, а акредитацията на Али Ауджали като Либийски посланик в САЩ става на 15 август. По-късно този месец САЩ правят усилия в ООН за отмяна на части от резолюция 1970 на Съвета за сигурност на ООН с цел разрешаване на трансфер на авоари към временното правителство. Когато гражданската война приключва през октомври, президентът на САЩ Барак Обама обеща да работи с новото либийско правителство като партньор и каза, че САЩ са „ангажирани с Либийския народ“.
Отношенията на САЩ с новото Либийско правителство влизат в светлините на прожекторите на 11 септември 2012 г., когато въоръжени мъже атакуват и бомбардират консулството на САЩ в Бенгази, убивайки 4 американци, включително и н.пр. Дж. Кристофър Стивънс. Временният лидер на Либия Мохамед Магариеф бързо осъжда атаката и се извинява на САЩ, описвайки я с думата „страхлива“, и обещава правосъдие за извършителите. На следващия ден се провеждат демонстрации в подкрепа на САЩ и осъждащи атаката. Протестиращите оплакват Стивънс, издигайки лозунг „Приятел на всички либийци“. Либия си сътрудничи със САЩ в разследването на атаката, като на 14 септември затваря въздушното пространство над Бенгази за няколко часа, за да позволят на безпилотно самолетни на САЩ да патрулират над града.